# 세이비어 (2005년 영화)
《세이비어》(The Saviour)는 오스트레일리아에서 제작된 피터 템플맨 감독의 2005년 드라마 영화이다. 이 영화는 2007 아카데미 단편 영화상에 후보로 지명되었다. 톰 캠벨 등이 주연으로 출연하였다.

## 출연

### 주연
- 톰 캠벨
- 수잔 프라이어

### 조연
- 라이스 멀둔
- 니콜라스 해몬드
- 로빈 골드스워시
- 마이클 부스